# Свети Пантелеймон (Видин)
Вижте пояснителната страница за други значения на Свети Пантелеймон.
„Свети Пантелеймон“ е православна църква намираща се в двора на Видинската митрополия. Обявена е за национален художествен паметник.

## Местоположение
В близост до църквата се намират Джамията на Осман Пазвантоглу и Видинската синагога.

## История
Съществува от началото на XVII век или по-рано. През 1641 година дървеният ѝ покрив е сменен поради твърде лошото му състояние. Няколко пъти е опожарявана, но бързо след това е възстановявана. От 1718 година поради граничния статут на Видин и разположението на църквата във Видинската крепост, достъпът до храма става невъзможен от 6 часа вечерта до 7 сутринта и използването на църквата за отбелязване на двата най-важни християнски празника – Великден и Коледа, става невъзможно. Това налага в края на XVII век да се започне строежът на нова църква извън калето – „Свети великомъченик Димитър“. 
Храмът е обявен за национален художествен паметник.

## Архитектура
Църквата е еднокорабна, състои се от преддверие, наос (средна част) и апсида (свод). Вкопана е в земята на дълбочина 1,40 m. Изографисана е през 1644 година. Преддверието се отделя от наоса със стена, на която има три арковидни отвора. На северната стена в апсидата са поставени две ниши, свързани с култов обред. Преддверието и наосът са покрити с масивен, изграден от камък и тухли, полуцилиндричен свод. На южната страна на свода са отворени три прозорчета, които допълват осветлението, получено от другите пет прозореца. Според надписа, вграден до входната врата, църквата е възстановена върху по-стари основи през 1633 година. Изографисването ѝ става през 1646 година. Старият иконостас не е запазен. Надписът гласи: 
| „ | С изволение на Отца и изпълнение на Сина и съдействие на Светия дух обнови се този божествен храм на светия и славен великомъченик Пантелеймон в лето 1633 г. | “ |

Отвътре стените на църквата са покрити с ценни стенописи, дело на неизвестни майстори. В притвора са изобразени св. Роман (Ромил) и ктиторът жупан Тома. 
Иконостасът и църковните мебели в интериора са резбовани от дебърски майстори от рода Филипови.